# Denver Open 1972
Il Denver Open 1972 è stato un torneo di tennis giocato sul sintetico indoor. È stata la 1ª edizione del torneo che fa parte del World Championship Tennis 1972. Si è giocato a Denver negli USA dal 24 al 30 aprile 1972.

## Campioni

### Singolare maschile
Rod Laver ha battuto in finale  Marty Riessen con il punteggio di 4–6, 6–3, 6–4

### Doppio maschile
Rod Laver /  Roy Emerson hanno battuto in finale  Cliff Drysdale /  Roger Taylor con il punteggio di 1–6 6–3 6–3